# Pilules bleues
Pour l’article ayant un titre homophone, voir Pilule bleue.
Pour le médicament, voir Sildénafil.
Cet article possède un paronyme, voir Blue Pill.
Pilules bleues est un roman graphique autobiographique en noir et blanc du Suisse Frederik Peeters, publié par Atrabile en 2001. L'œuvre, qui compte environ 200 planches en noir et blanc, narre le quotidien de l'auteur auprès de son amante, Cati, et du fils de celle-ci. Cati et son fils sont séropositifs, ce qui génère angoisse, colère et culpabilité. Le livre reçoit un accueil critique favorable, il est plusieurs fois réédité et fait l'objet d'une adaptation en téléfilm sous le même titre en 2014 : Pilules bleues.

## Synopsis
Cette bande dessinée, racontée du point de vue du narrateur Frederik Peeters, traite des relations amoureuses de l'auteur avec l'une de ses anciennes connaissances du lycée, Cati, qu'il croise à plusieurs reprises au fil des ans, apprenant qu'elle est mariée et mère d'un garçon, puis divorcée. Après une nouvelle rencontre au réveillon du nouvel an 1999-2000, ils se rapprochent et entament une relation plus suivie. Cati explique alors qu'elle est séropositive, tout comme son fils. Les deux amants s'engagent dans une liaison de plus en plus forte. Le narrateur aborde la manière dont le couple affronte la maladie, évoque les réactions de l'entourage et « raconte son quotidien, ses joies, ses doutes, ses peurs, sa façon de surmonter les difficultés »,. Le quotidien du couple est ponctué de rendez-vous médicaux, durant lesquels Peeters apprend que le risque de contamination est faible. La menace diffuse du VIH est symbolisée par un rhinocéros blanc. Un mammouth apparaît également, pour représenter le besoin de prendre de la distance.
La bande dessinée ne suit pas l'ordre chronologique, « jonglant avec différentes temporalités ». Une édition intégrale de 2013 comporte de nouvelles pages se déroulant quelques années plus tard et montrent l'évolution de Cati et de son fils ainsi que l'apparition d'un nouveau personnage : la fille du couple. Ce choix témoigne de la volonté de l'auteur de montrer « que l’histoire d’amour de Pilules bleues ne se termine pas ». Le traitement graphique est légèrement différent de la version de 2001.

## Personnages principaux
- Frederik Peeters est le narrateur de l'histoire. Auteur de bande dessinée, il vit à Genève.
- Cati est d'abord l'amie puis l'amante de Fred.
- Le fils de Cati est un enfant de quatre ans[3].
- Le médecin de Peeters et Cati, qui les accompagne dans leurs questions et leurs inquiétudes.

## Genèse de l'œuvre
À l'époque où Peeters entreprend ce récit, il a environ 25 ans. L'artiste exerce à temps partiel la fonction de bagagiste à l'aéroport de Genève. Auteur de plusieurs ouvrages publiés depuis 1997, il a dessiné Les Miettes avec Ibn Al Rabin (éd. Drozophile, 2001), qui ne plaît guère à l'éditeur. Cadrée avec soin, la création des Miettes a épuisé Peeters. Un ami l'incite à écrire sa propre histoire. Peeters entreprend Pilules bleues comme une expérimentation spontanée, sans recourir aux travaux préparatoires (crayonnés) ni suivre un scénario préétabli. Il emploie des feuilles ordinaires, un stylo-pinceau et du blanc correcteur. L'ouvrage est complété en trois mois, entre février et avril 2001. L'auteur croit d'abord que le livre sera diffusé à un nombre restreint de lecteurs, ce qui confère à l'ouvrage une « sincérité » et une « brutalité dans l'information » qui séduisent un public plus large. Le succès du livre prend Peeters au dépourvu.

## Analyse
Le titre Pilules bleues est une référence à la trithérapie. D'après Maël Rannou, « ce qui rugit dans ce livre, outre la force de l'amour, c'est l'envie d'avenir ». Après Jo de Derib en 1991, Pilules bleues est la première bande dessinée qui évoque de façon directe l'impact du VIH sur la vie quotidienne. L'œuvre a joué un rôle important dans la compréhension de la séropositivité, montrant que ce virus n'est pas la fin de la vie. Ce récit « foule au pied tous les préjugés que l’on peut avoir concernant les personnes infectées ».
Peeters emploie un trait souple, Cati et son fils sont représentés avec de très grands yeux, ce qui leur confère une expressivité intense,. Le trait est plutôt rond, l'encrage souple.

## Accueil critique et postérité
Initialement publié par Atrabile en 2001  (ISBN 2-9700165-6-7), l'album est réédité en 2011  (ISBN 978-2-9700165-6-4) et 2013  (ISBN 978-2-88923-012-9).
L'album reçoit plusieurs récompenses culturelles et connaît une longévité durable : douze éditions, puis une version augmentée. Il contribue beaucoup à la notoriété de l'artiste,. En 2013, les ventes représentent 40 000 exemplaires et l'ouvrage a connu une douzaine de traductions.

### Adaptation en téléfilm
En 2014, la chaîne ARTE diffuse une adaptation en téléfilm sous le même titre : Pilules bleues, réalisée par Jean-Philippe Amar. Peeters crée des dessins qui apparaissent dans le film. L'artiste se déclare globalement satisfait de cette expérience car le film traduit l'amour entre les personnages et la distance ironique envers le VIH ; néanmoins, il mentionne quelques réticences sur les séquences animées et la représentation du métier d'auteur de bande dessinée.

## Récompenses
Pilules bleues reçoit plusieurs récompenses culturelles.
- Prix Rodolphe Töpffer pour la jeune bande dessinée genevoise, en 2001[14]
- Prix Alph'Art polonais en 2002[15]
- Prix Bédélys « Découverte » en 2002[16]